# Chlorodesmis penicillata
Espèce
Chlorodesmis penicillata est une espèce d'algue verte de la famille des Udoteaceae, que l'on trouve notamment sur l'île des Pins, au sud-est de la Nouvelle-Calédonie.